# Pallacanestro Viola
La Pallacanestro Viola è la principale società di pallacanestro maschile di Reggio Calabria. I colori sociali sono storicamente il nero e l'arancione.

## Storia
Il nome "Viola" deriva dall'associazione sportiva Cestistica Piero Viola fondata nel 1966 dal giudice Giuseppe Viola in onore del fratello, Piero. Da essa, nel gennaio 1998 è nata dapprima la "Basket Viola Reggio Calabria SPA" e successivamente la "Nuovo Basket Viola Reggio '98" (fallita poi nel 2007). Nel 2009-10 la Viola, con la denominazione ufficiale "Team Basket Viola Reggio Calabria", ha disputato la Serie B Dilettanti, dopo aver acquisito il titolo sportivo del Basket Gragnano. Nel 2012 ha mutato denominazione sociale in "Viola Reggio Calabria". La Nuovo Basket Viola Reggio '98 (la creazione della Basket Viola Reggio Calabria SPA è servita da ponte per pochi mesi prima della nascita della NBV '98) nacque dalle ceneri della Cestistica Piero Viola, dichiarata fallita il 23 dicembre 1997. Il fallimento è stato prima revocato nel 2008, ma successivamente la sentenza di revoca del fallimento è stata annullata dalla Corte di cassazione. Nel corso dell'estate 2007, la NBV '98 non è riuscita a completare le procedure per l'iscrizione al campionato di Legadue 2007/2008, perdendo perciò il diritto a partecipare ai campionati nazionali di pallacanestro. La NBV '98 fallisce nel 2007. Nel luglio del 2009, un nuovo gruppo di imprenditori ha acquisito il titolo sportivo del Basket Gragnano, permettendo alla nuova società di ripartire dalla Serie B Dilettanti con la denominazione Team Basket Viola. Dopo una stagione, il 6 luglio 2010 la società viene rilevata dall'imprenditore Giancesare Muscolino. Nell'estate 2019 la società è costretta a rinunciare all'iscrizione alla stagione successiva per inadempienze finanziarie ripartendo dalla Serie C come Pallacanestro Viola.

### Le origini: la Cestistica Piero Viola

Una foto della AICS, con Versace e Piero Viola

Agli inizi degli anni sessanta Piero Viola, ancora studente di medicina, fonda assieme a Enzo Micali e Odoardo De Carlo la società dilettantistica di pallacanestro AICS Reggio Calabria partecipando nella stagione 1965-1966 nel campionato di Serie C chiudendo la stagione al secondo posto nel girone I.
Il 14 agosto del 1966 a soli 35 anni vi è la tragica scomparsa di Piero, in suo ricordo il fratello gemello il giudice Giuseppe "Peppino" Viola a seguito di un incontro svolto assieme agli altri soci fondatori rileva la società dilettantistica da loro fondata e nel settembre del 1966 dalla fusione dell'AICS e Virtus nasce la Cestistica "Piero Viola" Reggio Calabria che partecipò al campionato di Serie C girone E per l'anno sportivo 1966-1967, posizionandosi nona nella classifica del suo girone e retrocedendo in serie D. Nell’estate del 1967 la Libertas Messina rinuncia al campionato di serie C e così la Cestistica Piero Viola, l’anno prima retrocessa, viene ripescata. 

Foto d'epoca della Viola 1972/73

 È l’anno dei cambiamenti ed anche lo storico vecchio terreno di gioco del cortile della Scuola Elementare “De Amicis” viene sostituito con quello dell’Istituto Tecnico “Raffaele Piria” sempre all’aperto ma con il fondo di mattonelle lisce. Sebbene il basket reggino fosse nato già in epoca fascista, e nel dopoguerra era già sviluppata l'attività cestistica, quelli della Viola erano ancora anni pionieristici: gli impianti di gioco erano all'aperto, come ad esempio il campo di pallacanestro presso la Scuola Media S. Caterina. Una delle prime formazioni dell'epoca era: Tuccio, Melara, Arena S., Arena D., Mandalari, Saccà, Calafiore, Morabito, Placanica, Melito. La formazione 1967/68 partecipa al Campionato di serie C girone D arrivando 10^ e salvandosi. Nelle stagioni successive, la Viola si confermò in Serie C (denominata Serie B dal 1974/75, dopo la riforma dei campionati). All'inizio degli anni settanta la Viola si trasferì nell'impianto chiamato Scatolone, un piccolo palazzetto dalla capienza di circa 500 spettatori. Sono gli anni che metteranno le basi per la promozione in Serie A2 del 1983. Tra i giocatori più rappresentativi di questo decennio, oltre a Melara e Melito già ricordati, si ricordano: Luigi Rossi, Antonino Nicosia, Sergio e Franco Sant'Ambrogio, Nicola Saccà, Ivan Mazzagatti, Pietro Modafferi, Giuseppe Miceli, Enzo Porchi, Umberto Gira.

### Gli anni 1980

Viola 1988/89 con sponsor Standa

Gli anni ottanta iniziano con la promozione in Serie A2, datata 1983. La Viola affronta la nuova serie con un roster composto da alcuni giocatori considerati di prim'ordine: C.J. Kupec, Massimo Bianchi, Mark Campanaro, Mario Porto, Giovanni Spataro, Kim Hughes, Lucio Laganà; sono gli anni in cui l'allenatore è Gianfranco Benvenuti.

Gigio Mentasti in palleggio al PalaBotteghelle contro la Silverstone Brescia nel 1986

Con la promozione in A2, sorge il problema dell'impianto sportivo: lo Scatolone non rispetta infatti i parametri imposti dalla FIP. Dopo le prime ipotesi di trasferimento a Catanzaro per disputare i match casalinghi, il giudice Viola riesce ad organizzare la costruzione rapida di un nuovo impianto, il Botteghelle: in soli cinquantasette giorni il palazzetto è costruito e reso agibile, pronto ad ospitare l'esordio in A della Viola
La Viola conclude a metà classifica, ma l'anno successivo - il 1984 -  è quello della svolta: alla rosa si aggiunge Donato Avenia. La Viola vince il campionato ed è promossa in Serie A1. La permanenza in A1 è breve, ed a ciò si aggiunge la vicenda tragica di Massimo Mazzetto: una giovane promessa del basket italiano, morto dopo un tragico volo da un muro alto 9 metri. Passano altri tre anni consecutivi in A2: sono gli anni di Joe Bryant, Stefano Attruia, che si aggiungono ai confermati Hughes, Campanaro, Spataro, Avenia e Tolotti.
La Viola risale in A1 nel 1989 guidata dall'allenatore Tonino Zorzi e da Dan Caldwell. La stagione 1989-1990 segna un record: settimo posto in classifica, play-off raggiunti, ed eliminata solamente ai quarti di finale dalla Pallacanestro Varese. In quella stagione il miglior marcatore del campionato è proprio Caldwell.

### Gli anni 1990

La futura star NBA Emanuel Ginóbili durante la stagione 1999-2000

Nel 1991 viene inaugurato il PalaCalafiore: un impianto dotato di circa 8.500 posti a sedere, il più grande in Calabria ed il sesto in Italia.

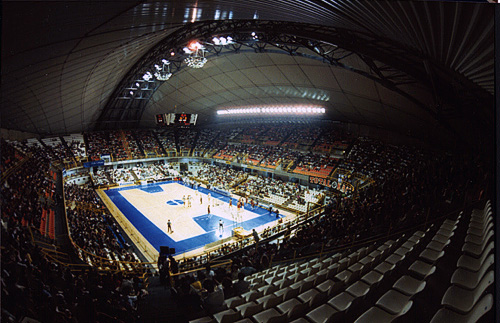
L'interno del PalaCalafiore

Dopo l'era Zorzi inizia quella di Carlo Recalcati, che si lega alla Viola per cinque stagioni. Nella prima non riesce ad evitare i play-out che portano alla retrocessione. La vittoria del Campionato di A2 del 1991-92 permette l'immediata promozione. Il roster è composto, tra gli altri, da: Roberto Bullara, Gustavo Tolotti, Hugo Sconochini, Alessandro Santoro, Dean Garrett, Michael Young.
Il ritorno di Donato Avenia e l'innesto di "Sasha" Volkov contribuiscono a far raggiungere alla Viola il proprio miglior piazzamento: sesto posto finale in classifica e play-off raggiunti. Il 18 aprile 1993 si disputa la gara decisiva dei quarti di finale scudetto contro la Benetton Treviso; viene annullata dagli arbitri la schiacciata decisiva all'ultimo istante di Garrett: gli arbitri stabiliscono che il tempo sia già scaduto, le immagini televisive chiariranno che il canestro era valido. 
La stagione successiva vede la Viola confermarsi ad alti livelli, venendo eliminata ancora ai quarti da Pesaro. La stagione 1994-95 è l'ultima di Recalcati a Reggio; l'anno successivo vede il ritorno di Tonino Zorzi, che porta la squadra fino agli ottavi di finale (Viola eliminata dall'Olimpia Pistoia).
Tra il 1996 ed il 2001 la guida tecnica passa nelle mani di Gaetano Gebbia. Con lui la Viola viene eliminata per due stagioni agli ottavi di finale play-off, per poi retrocedere in Serie A2 nel 1998. In quegli anni il giocatore di spicco è Brian Oliver, che al termine della stagione 1995-96 conquista il titolo di miglior realizzatore del campionato.
La stagione 1998-99 è affrontata ancora una volta con l'obiettivo della promozione, che avviene in seguito ai play-off. È una squadra esperta (tra gli altri: Brian Oliver, Brent Scott, Gustavo Tolotti, Alessandro Santoro) in cui spicca il talento del ventunenne Emanuel Ginóbili. Ginóbili resta anche nella stagione successiva in A1. A lui si affiancano giocatori esperti come Franco Binotto, Alejandro Montecchia, Andrea Blasi. Ancora una volta la Viola si ferma ai quarti di finale, eliminata stavolta dalla Virtus Bologna.

### Gli anni 2000

J.J. Eubanks nel 2003

La stagione 2000-01 è travagliata: dopo tredici sconfitte in sedici gare, Gebbia viene sostituito a gennaio ancora da Tonino Zorzi, sempre più amato dal pubblico reggino. Nonostante l'addio di Ginóbili, il roster è composto da giocatori nuovi come Carlos Delfino e Leandro Palladino, oltre ai soliti Montecchia e Scott. La Viola conclude al quattordicesimo posto, mentre in Europa viene eliminata agli ottavi di finale della Coppa Korać dal Maccabi Ironi Ramat Gan. Agosto 2001 è stato il mese più bizzarro della storia della società, e forse dell'intera storia del basket italiano. Un imprenditore reggino di nome Domenico "Mimmetto" Barbaro diventa presidente e, ancor prima dell'ufficialità della sua nomina, comunica di voler portare la Viola ad altissimi livelli, ma dopo l'ingaggio di Recalcati in panchina e Carlton Myers come stella, Barbaro scompare e si conclude tutto con un nulla di fatto e con la Viola che rischiava il fallimento. Fortunatamente si riuscì a uscire da quella paradossale situazione, e la nuova società insieme al confermato Zorzi garantisce la salvezza nella stagione 2001-02: in squadra vi sono Nicolás Mazzarino, Benjamin Eze, Alan Tomidy, Tony Williams, J.J. Eubanks, oltre a Montecchia e Delfino.
Nel biennio successivo la Viola è nelle mani dell'allenatore Lino Lardo. Nel 2002-03, confermati Eze, Eubanks, Mazzarino e Williams, al roster si aggiungono Joey Beard, Davide Lamma, Alessandro Cittadini, Titus Ivory e Rodolfo Rombaldoni. La Viola è eliminata ancora una volta dalla Benetton Treviso in gara-5 dei quarti di finale scudetto. L'anno dopo la squadra arriva nona, sfiorando i play-off.
Nel 2004-05 la guida tecnica è affidata ad Alessandro Giuliani, in precedenza vice allenatore di Lino Lardo. La stagione non è positiva, e Giuliani è sostituito ancora una volta da Tonino Zorzi, che non può fare a meno di evitare la retrocessione in Legadue. La Viola è però ripescata a causa del fallimento della Victoria Libertas Scavolini Pesaro, ma al termine della stagione successiva, dopo un alternarsi di allenatori (Walter De Raffaele fino al 21/12/2005, Pasquale Iracà fino al 03/01/2006 e dal 13/03/2006, Tonino Zorzi fino al 13/03/2006), la squadra retrocede nuovamente.
Nel 2006 è Paolo Moretti a guidare la Viola alla salvezza in Legadue. Tuttavia la società non riesce a sanare i debiti e nell'estate del 2007 anche il Nuovo Basket Viola Reggio '98 fallisce. Resta in vita solamente la scuola basket, che è iscritta in Serie D.
Dopo due anni di assenza, il 7 luglio 2009 la Viola Reggio Calabria "rinasce" acquistando il titolo sportivo del Basket Gragnano e ripartendo dalla Serie B Dilettanti, allenata dall'ex giocatore nero-arancio Massimo Bianchi e con l'ex addetto stampa (dal 1999 al 2002) Domenico Comandè in veste di Presidente. La squadra disputa i play-off promozione, venendo però eliminata al primo turno dalla Pallacanestro Catania.

### Gli anni 2010
Nel luglio 2010, dopo la dichiarata volontà di disimpegno della cordata coordinata da Giuse Barrile, subentra nella proprietà del club l'imprenditore Giancesare Muscolino, proprietario della Cestistica Gioiese. Muscolino affida la panchina all'allenatore Alessandro Fantozzi, ex giocatore della Viola. Dopo aver concluso al secondo posto la stagione regolare, la squadra reggina perde la finale per la promozione in Serie A Dilettanti contro l'Orlandina Basket. Nel corso del campionato di DNB 2011-12 Fantozzi viene esonerato, e la guida tecnica è affidata al vice allenatore Domenico Bolignano. La squadra si qualifica matematicamente ai play-off come terza in classifica. Ai playoff la Viola perde contro Corno di Rosazzo e vince con Mirandola: in virtù della differenza canestri la squadra non riesce a centrare la promozione. Nonostante ciò, a fine luglio 2012 la compagine calabrese viene ripescata nella categoria superiore.
La Viola conclude la stagione regolare di DNA 2012-13 a metà classifica, conquistando la salvezza senza necessità di disputare i play-out. Nel corso della stagione la squadra viene affidata al coach Francesco Ponticiello, subentrato all'esonerato Domenico Bolignano. La stagione 2013-2014, con la riforma dei campionati, vede la Viola impegnata di DNA Silver; la squadra si salva al termine della stagione regolare, piazzandosi al 12º posto. La stagione 2014-2015 inizia con l'ingaggio dell'allenatore reggino Giovanni Benedetto. Dopo un girone d'andata di ottimo livello, la Viola subisce un calo che ha compromesso la sua partecipazione ai play-off promozione; chiuderà la stagione sesta in classifica, risultato che però le ha garantito la partecipazione alla nuova Serie A2 unificata. Il 15 giugno 2015 la società comunica la nomina di un consiglio di amministrazione con presidente Giusva Branca e con un nuovo vicepresidente Raffaele Monastero. Il 21 luglio 2015 questi ultimi annunciano l'accordo di partnership sotto forma di main sponsor con la società Bermè; si tratta del secondo main sponsor dell'era Muscolino dopo la triennale esperienza (2009-2012) con la società Liomatic. Dopo una stagione al di sotto delle aspettative, la Viola riesce a salvarsi e a conquistare la permanenza in serie A2. Il 25 aprile l'intero CDA si dimette e viene nominato dalla proprietà Raffaele Monastero come nuovo presidente. La stagione 2017-2018 vede la Viola retrocedere in serie B a causa dei 34 punti di penalizzazione per colpa di irregolarità nella fideiussione bancaria presentata ad inizio stagione per l'iscrizione al campionato. Successivamente la società rinuncia alla serie B cedendo il proprio titolo sportivo alla Nuova Cestistica Barcellona di Aurelio Coppolino. L'iter di trasferimento nella città siciliana non va però a buon fine, in quanto bloccato dal Consiglio Federale della FIP in virtù di una pendente morosità del Basket Barcellona di 780,00 euro. Per tale ragione lo stesso Coppolino decide di mantenere la sede della società a Reggio Calabria. Tuttavia nell'estate 2019, nonostante il raggiungimento della semifinale play-off, la società è costretta a rinunciare all'iscrizione alla stagione successiva per inadempienze finanziarie.
Nell'estate del 2019, grazie all'associazione dei tifosi Supporters Trust Violarc, viene rifondata come Pallacanestro Viola iscrivendosi al campionato di Serie C Silver, vincendo 15 partite ufficiali su 15 disputate e non concludendo il campionato a causa della pandemia di COVID-19

### Gli Anni 2020
Nell'estate del 2020 annuncia l'iscrizione in Serie B acquistando il titolo sportivo della Gilbertina di Soresina. La Pallacanestro Viola conclude la stagione 2020-2021 di Serie B girone D al 12º posto, tale posizione la obbliga a disputare i playout. Dopo aver sconfitto al 1º turno playout la S.S. Scandone Avellino (3-2 la serie) conquista la salvezza. La stagione 2021-2022 vede la Pallacanestro Viola raggiungere la 7ª posizione nel girone D, ottenendo un piazzamento oltre gli obiettivi dichiarati ad inizio stagione e conquistando la partecipazione ai quarti di finale play-off per la promozione in A2 contro la 2ª classificata del girone C (Real Sebastiani Rieti).  Perde la serie 3-0. Nella Serie B 2022-2023 (pallacanestro maschile) la squadra si classifica alle 15ª posizione del girone B venendo retrocessa nella neonata Serie B Interregionale. A dicembre del 2023 l'azienda MyEnergy, già main sponsor, diventa title sponsor della squadra concludendo il campionato giungendo ai quarti di finale dei play-off della Conference Sud perdendo 2-0 la serie contro la Power Basket Salerno.
Nella stagione 2024-2025 la Viola è stata inserita nella Division H della Conference Sud e con un nuovo main sponsor,  la società Redel SRL. Concludendo la Fase di qualificazione con 19 vittorie e 3 sconfitte si qualifica per il play-in Gold della Conference Sud che conclude all'ottavo posto qualificandosi ai play-off ed uscendo ai quarti di finale contro l'Action Now Basket Monopoli (0-2).

## Cronistoria
| Cronistoria della Pallacanestro Viola |
| --- |
| - 1966 · Fondazione della Cestistica Piero Viola con sede a Reggio Calabria. - 1966-1967 · 9ª nel girone F di Serie C, retrocessa in Serie D, poi ripescata a causa rinuncia della Libertas Messina. - 1967-1968 · 10ª nel girone D di Serie C. - 1968-1969 · 11ª nel girone D di Serie C, retrocessa in Serie D, poi ripescata a causa rinuncia della Pallacanestro Latina. Seconda fase di Coppa Italia. - 1969-1970 · 9ª nel girone D di Serie C. Quarto turno di Coppa Italia. - 1970-1971 · 11ª nel girone D di Serie C, retrocessa in D, ripescata a causa dell'esclusione di Comiso. - 1971-1972 · 12ª nel girone D di Serie C. Primo turno di Coppa Italia. - 1972-1973 · 6ª nel girone F di Serie C. - 1973-1974 · 2ª nel girone F di Serie C. - 1974-1975 · 5ª nel girone F di Serie B. - 1975-1976 · 1ª nel girone F di Serie B, 2ª nel girone D di seconda fase, 6ª nel girone C di poule A2. - 1976-1977 · 3ª nel girone C di Serie B, 4ª nel gruppo A di poule A2. - 1977-1978 · 3ª nel girone F di Serie B, 6ª nel girone C di poule promozione A2. - 1978-1979 · 1ª nel girone D di Serie B, 4ª nel girone B di poule promozione A2. - 1979-1980 · 1ª nel girone D di Serie B, 3ª nel girone B di poule promozione A2. - 1980-1981 · 2ª nel girone D di Serie B, 4ª nel girone B di poule promozione A2. - 1981-1982 · 4ª nel girone B di Serie B. - 1982-1983 · 1ª nel girone B di Serie B, vince i play-off promozione, promossa in Serie A2. - 1983-1984 · 9ª in Serie A2. Fase a gironi di Coppa Italia. - 1984-1985 · 1ª in Serie A2, promossa in Serie A1, Ottavi di finale dei play-off scudetto. Fase a gironi di Coppa Italia. - 1985-1986 · 13ª in Serie A1, retrocessa in Serie A2. Ottavi di finale di Coppa Italia. - 1986-1987 · 9ª in Serie A2, 5ª nel girone giallo dei play-out di Serie A1. Quarti di finale di Coppa Italia. - 1987-1988 · 6ª in Serie A2, 4ª nel girone giallo dei play-out di Serie A1. Sedicesimi di finale di Coppa Italia. - 1988-1989 · 1ª in Serie A2, promossa in Serie A1, Ottavi di finale dei play-off scudetto. Sedicesimi di finale di Coppa Italia. - 1989-1990 · 7ª in Serie A1, quarti di finale dei play-off scudetto. Fase a gironi di Coppa Italia. - 1990-1991 · 12ª in Serie A1, 4ª nel girone giallo dei play-out, retrocessa in Serie A2. Sedicesimi di finale di Coppa Italia. Primo turno di Coppa Korać. Vittoria 20°Trofeo Sant'Ambrogio - 1991-1992 · 1ª in Serie A2, promossa in Serie A1, ottavi di finale dei play-off scudetto. Sedicesimi di finale di Coppa Italia. - 1992-1993 · 6ª in Serie A1, quarti di finale dei play-off scudetto. Ottavi di finale di Coppa Italia. - 1993-1994 · 7ª in Serie A1, quarti di finale dei play-off scudetto. Ottavi di finale di Coppa Italia. Fase a gironi di Coppa Korać. - 1994-1995 · 11ª in Serie A1. Quarti di finale di Coppa Italia. - 1995-1996 · 8ª in Serie A1, ottavi di finale dei play-off scudetto. Ottavi di finale di Coppa Italia. - 1996-1997 · 11ª in Serie A1, ottavi di finale dei play-off scudetto. Ottavi di finale di Coppa Italia. - 1997-1998 · 14ª in Serie A1, retrocessa in Serie A2. Ottavi di finale di Coppa Italia. - 1998 · Diventa Basket Viola Reggio Calabria, poi Nuovo Basket Viola Reggio '98. - 1998-1999 · 3ª in Serie A2, vince i play-off promozione, promosso in Serie A1. Ottavi di finale di Coppa Italia. - 1999-2000 · 7ª in Serie A1, quarti di finale dei play-off scudetto. Quarti di finale di Coppa Italia. - 2000-2001 · 14ª in Serie A1. Ottavi di finale di Coppa Korać. - 2001-2002 · 16ª in Serie A. - 2002-2003 · 9ª in Serie A, quarti di finale dei play-off scudetto Quarti di finale di Coppa Italia Vittoria 30°Trofeo Sant'Ambrogio - 2003-2004 · 9ª in Serie A. - 2004-2005 · 17ª in Serie A, retrocesso in Legadue, poi ripescato dopo il fallimento della Victoria Libertas Pesaro. - 2005-2006 · 18ª in Serie A, retrocesso in Legadue. - 2006-2007 · 14ª in Legadue, non si iscrive alla stagione successiva. - 2007-2009 · Non partecipa ad alcun campionato. - 2009 · Diventa Team Basket Viola Reggio Calabria, ammessa in Serie B Dilettanti. - 2009-2010 · 5ª in Serie B Dilettanti, primo turno dei play-off promozione. Semifinali di Coppa Italia LNP di Serie B Dilettanti. - 2010-2011 · 2ª in Serie B Dilettanti, finale dei play-off promozione. Quarti di finale di Coppa Italia LNP di Serie B Dilettanti. - 2011-2012 · 3ª nel girone C di Divisione Nazionale B, finale dei play-off promozione, 3ª nel concentramento promozione, ripescato in Divisione Nazionale A. - 2012 · Diventa Viola Reggio Calabria. - 2012-2013 · 10ª in Divisione Nazionale A. - 2013-2014 · 12ª in Divisione Nazionale A Silver. - 2014-2015 · 6ª nel girone Silver di Serie A2. - 2015-2016 · 9ª nel girone Ovest di Serie A2. - 2016-2017 · 15ª nel girone Ovest di Serie A2, primo turno dei play-out. Vittoria 44°Trofeo Sant'Ambrogio - 2017-2018 · 16ª nel girone Ovest di Serie A2, retrocessa in Serie B in seguito a una penalizzazione di 34 punti inflitta dalla FIP per presentazione di falsa fidejussione. Vittoria 45°Trofeo Sant'Ambrogio (Squadre Serie A2) - 2018-2019 · 5ª nel girone D di Serie B, esclusa al termine della stagione regolare per inadempienze finanziarie. - 2019 · Rifondata come Pallacanestro Viola, ammessa in Serie C Silver. - 2019-2020 · in Serie C Silver, campionato sospeso a seguito della Pandemia di COVID-19. - 2020 · Acquisto del titolo sportivo dalla Gilbertina Soresina, ammessa in Serie B. - 2020-2021 · 12ª nel girone D di Serie B, salva dopo i play-out. - 2021-2022 · 7ª nel girone D di Serie B quarti di finale dei play-off promozione. - 2022-2023 · 15ª nel girone B di Serie B, retrocessa in Serie B Interregionale. - 2023-2024 · 4ª nel girone H di Serie B Interregionale, Quarti di finale dei play-off promozione. - 2024-2025 · 1ª nel girone H di Serie B Interregionale e 8ª nel Play-In Gold della Conference Sud. Quarti di finale dei play-off promozione. Vittoria 48°Trofeo Sant'Ambrogio - 2025-2026 · in Serie B Interregionale |

## Colori e simboli

### Colori
Fin dalle origini della Cestistica Piero Viola i colori principali delle casacche sono stati il Bianco per le partite di Casa e Nero per quelle in trasferta inserendo inserti arancioni. Dalla stagione 1980-81 la Viola comincia ad adottare una maglia interamente in arancione per le partite casalinghe. Casi particolari sono le stagioni 1985-86 dove il colore della maglia "Home" era il giallo sponsorizzata Opel e nel periodo della sponsorizzazione della Panasonic tra il 1990 e il 1993. Nelle stagioni successive la società alternerà per la maglia "Home" il bianco e l'arancione come colori principali e il nero per la maglia "away". 

### Simboli ufficiali
Il primo stemma della allora Cestistica Piero Viola aveva la forma di uno scudo spagnolo di colore Viola e una bordura bianca. Al centro dello stemma erano presenti un canestro e le lettere V (posta dominante al centro) e P (posta sul lato sinistro). Negli anni successivi la Viola adotterà uno stemma più semplice costituito da un pallone da basket arancione al cui centro è presente una targa nera con la scritta "VIOLA" e sotto il nome della città. A seguito del fallimento e rifondazione nel 1998 la società adotterà un logo simile al precedente in cui comparirà a differenza del nome la sigla NBV acronimo di Nuovo Basket Viola.

 Successivamente verrà rappresentato nei loghi la mascotte simbolo della squadra il pescespada che sarà accompagnato da diversi dettagli legati al mondo del basket. A parte una breve parentesi legata alla presidenza Coppolino, la Viola torno per la sola stagione 2018-19 ad avere un logo circolare con al centro un pallone da pallacanestro. Sotto è riportata una galleria con alcuni degli stemmi usati dalla società.

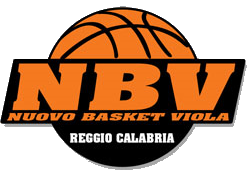
Stemma utilizzato dal 1998 al 2007
Stemma utilizzato dal 2016 al 2018
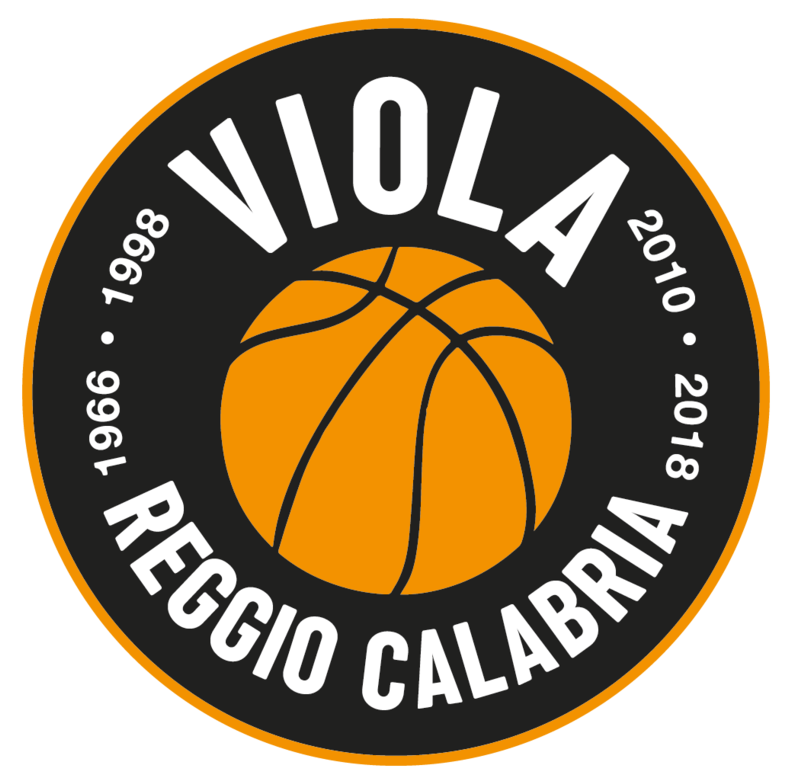
Stemma utilizzato dal 2018 al 2019
Stemma in uso dal 2020

### Sponsor ufficiali
- 1982-1984: Banca Popolare
- 1985-1986: Opel
- 1986-1989: Standa
- 1990-1993: Panasonic
- 1993-1995: Pfizer
- 2003-2004: Tris
- 2004-2005: Eurofiditalia
- 2009-2012: Liomatic
- 2015-2016: Bermè
- 2017-2018: Met Extra
- 2018-2019: Mood Project
- 2020-2021: Porto Bolaro Shopping Center
- 2023-2024: Myenergy
- 2024-attuale: Redel

- 1983-1985: Ennerre
- 1985-1987: Sergio Tacchini
- 1987-1988: Reebok
- 1988-1990: Nike
- 1990-1995: Adidas
- 1995-1998: Asics
- 1998-2001: Champion
- 2001-2005: Macron
- 2005-2006: Legea
- 2006-2008: Fila
- 2008-2012: Macron
- 2012-2013: Onze
- 2013-2014: 19.66[20]
- 2014-2015: Onze
- 2015-2016: Spalding
- 2016-2018: Bitre Sport[21]
- 2018-2020: Erreà
- 2020-2023: Macron
- 2023-2024: Erreà
- 2024-attuale: Gecosport

## Strutture

### Impianti di gioco
Dalla sua fondazione, la Viola ha avuto diversi impianti di gioco. Partendo dai campetti all'aperto presenti nella scuola Media nel quartiere S. Caterina per poi trasferirsi negli anni settanta nel PalaScatolone (oggi dedicato alla memoria di Piero Viola, fratello del primo presidente della squadra che la fondò in suo ricordo).

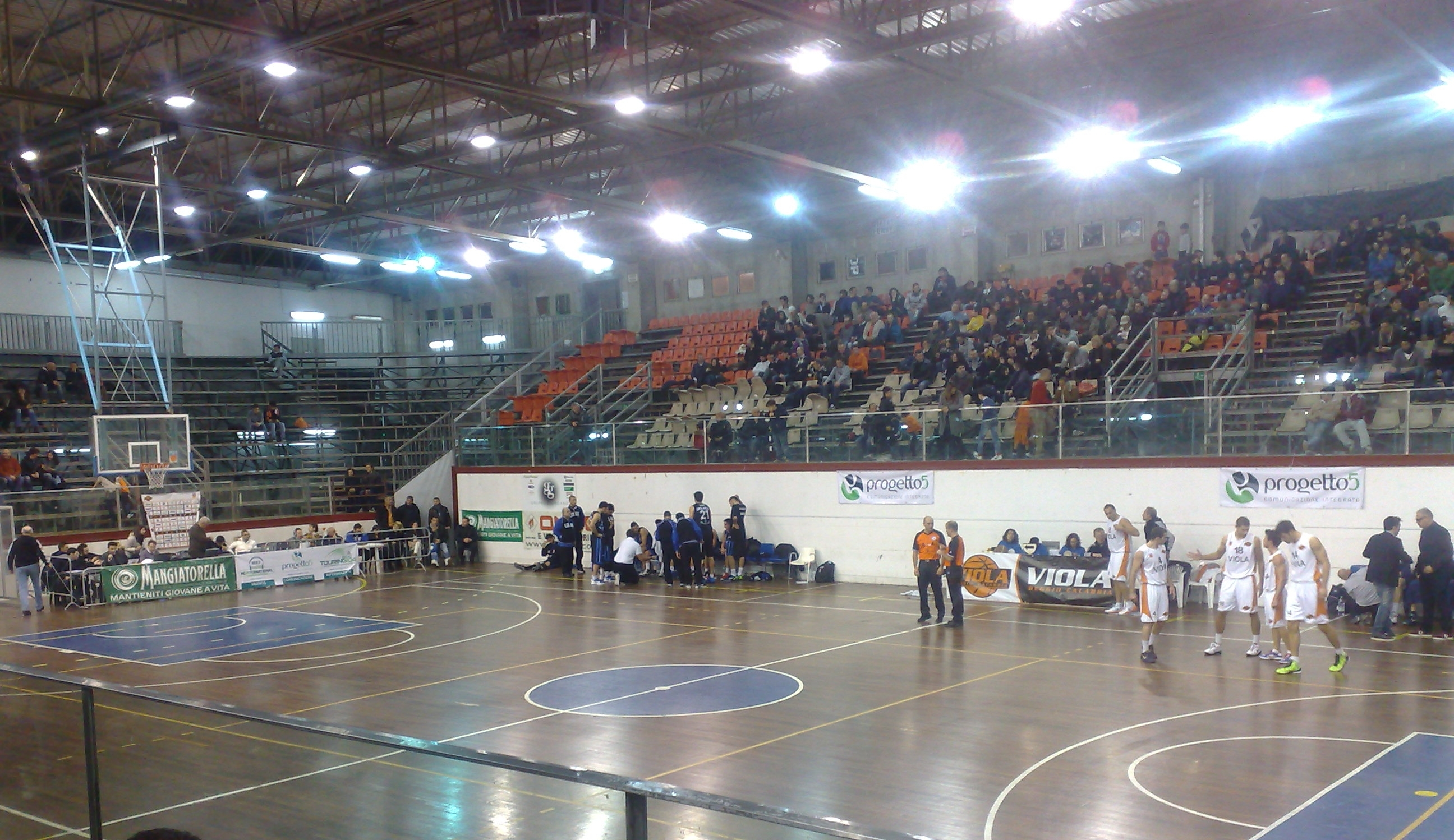
Il PalaBenvenuti in zona Botteghelle

Nel 1983 con la prima storica promozione della squadra in Serie A2 venne inaugurato il PalaBotteghelle, dal 2019 intitolato alla memoria di Gianfranco Benvenuti che portò la Viola nelle sue promozioni prima in A2 e poi in massima serie.
Nel 1990 venne inaugurato l'attuale impianto della squadra, il PalaCalafiore, uno dei ampi d'Italia, con una capienza di 8450 posti. Conosciuto precedentemente come PalaPentimele per via dell'omonimo quartiere in cui sorge, nel 2004 fu intitolato a Francesco Calafiore, giornalista sportivo reggino specializzato nella pallacanestro.

### Centro sportivo
Il Centro sportivo Viola, sito nel rione Modena, conosciuto anche come Pianeta Viola, è dedicato alla memoria di Massimo Mazzetto, scomparso tragicamente il 18 giugno 1986. Costruito nella metà degli anni novanta con una palestra contenente 600 posti a sedere, nel 2023 ha ricevuto ingenti interventi di restauro che lo hanno portato a riaprire dopo diversi anni di inutilizzo.

## Allenatori e presidenti
aggiornato alla stagione 2024-2025

### Allenatori
- 1966-1967: Calafiore, Lillo Lo Faro
- 1967-1969: Giuseppe Dispenzieri
- 1969-1972: Nino Furfari
- 1972-1976: Carmelo Fotia
- 1976-1977: Massimo Moizo
- 1977-1978: Vittorio Tracuzzi
- 1978-1980: Filippo Faina
- 1980-1981: Enzo Porchi
- 1981-1982: Raimondo Vecchi
- 1982-1986: Gianfranco Benvenuti
- 1986-1987: Santi Puglisi
- 1987-1990: Tonino Zorzi
- 1990-1995: Carlo Recalcati
- 1995-1996: Tonino Zorzi
- 1996-2001: Gaetano Gebbia (fino all'1/1/2001),
- genn. 2001: Massimo Bianchi (dall'1/1/2001 al 5/1/2001)
- genn. 2001-2002: Tonino Zorzi
- 2002-2004: Lino Lardo
- 2004-2005: Alessandro Giuliani (fino al 29/3/2005), Tonino Zorzi
- 2005-2006: Walter De Raffaele (fino al 21/12/2005), Pasquale Iracà (dal 21/12/2005 al 3/1/2006 e dal 13/3/2006), Tonino Zorzi (dal 3/1/2006 al 13/3/2006)
- 2006-2007: Paolo Moretti
- 2009-2010: Massimo Bianchi
- 2010-2012: Alessandro Fantozzi (fino al 10/1/2012), Domenico Bolignano
- 2012: Domenico Bolignano (fino al 16/11/2012)
- 2012-2014: Francesco Ponticiello
- 2014-2016: Giovanni Benedetto (fino al 10/2/2016)
- 2016: Fabrizio Frates (dal 10/2/2016 al 6/6/2016)
- 2016-2017: Antonio Paternoster (fino al 20/3/2017)
- 2017: Domenico Bolignano (dal 20/3/2017 al 3/7/2017)
- 2017-2018: Marco Calvani (dal 3/7/2017)
- 2018-2019: Matteo Mecacci (dal 23/7/2018)
- 2019-2020: Paolo Moretti
- 2020-2023: Domenico Bolignano
- 2023-2024: Federico Cigarini
- 2024-in carica: Giulio Cadeo

### Presidenti
- 1966-1988: Giuseppe Viola
- 1988-1996: Giovanni Scambia
- 1996-1997: Guglielmo Praticò
- 1998-2000: Giampaolo Angelucci
- 2000-2001: Demetrio Casile
- 2001-2005: Agostino Silipo
- 2005-2007: Pasquale Rappoccio
- 2009-2010: Domenico Comandè
- 2010-2014: Giancesare Muscolino
- 2014-2016: Giusva Branca
- 2016-2018: Raffaele Monastero
- 2018-2019: Aurelio Coppolino
- 2019-in carica: Carmelo Laganà

## Giocatori principali
Tra i membri del Naismith Memorial Basketball Hall of Fame, figura Emanuel Ginóbili che giocò in riva allo stretto tra il 1998 e il 2000 con 53 presenze e 933 punti. Nel 2020 venne inserito nella FIBA Hall of Fame l'Ala grande Oleksandr Volkov che militò nella squadra tra il 1992 e il 1993 con 27 presenze.
 Tra i principali cestisiti che hanno militato nella Viola si possono citare:
- Joe Bryant
- Oleksandr Volkov
- Stefano Attruia
- Dan Caldwell
- Massimo Mazzetto
- Emanuel Ginóbili
- Kim Hughes
- Brian Oliver
- Gustavo Tolotti
- Alessandro Santoro
- Wendell Alexis
- Donato Avenia
- Michael Young

- Dean Garrett
- Ken Barlow
- Massimo Bianchi
- Mike Brown
- Aleksandar Ćapin
- Mark Davis
- Brian Evans
- Alejandro Montecchia
- Leandro Palladino
- Enzo Porchi
- Kevin Pritchard
- Marc M'Bahia
- Illja Tyrtyšnyk
- Hugo Sconochini

### Numeri ritirati
A seguito della sua scomparsa nel 1986 venne ritirato il numero 14 appartenuto a Massimo Mazzetto

## Palmarès

### Competizioni nazionali
- Campionato di Serie A2: 3 (record condiviso con la Pallacanestro Reggiana escludendo i campionati di Legadue)

1984-1985, 1988-1989, 1991-1992.

### Competizioni Giovanili
- Campionato Cadetti d'Eccellenza: 1 [24]

1994-1995

### Altri piazzamenti
- Promozioni in massima serie: 4

1984-1985, 1988-1989, 1991-1992, 1998-1999.
- Vittorie Trofeo Sant'Ambrogio: 5 (dato parziale)

1990, 2002, 2016, 2017, 2024
- Partecipazioni alla Coppa Korać: 3

1990-1991, 1993-1994, 2000-2001
- Campionati di Serie A e A1 disputati: 16

1985-1986, 1989-1990, 1990-1991, 1992-1993, 1993-1994, 1994-1995, 1995-1996, 1996-1997, 1997-1998, 1999-2000, 2000-2001, 2001-2002, 2002-2003, 2003-2004, 2004-2005, 2005-2006
- Campionati di Serie A2 e di Legadue disputati: 13

1983-1984, 1984-1985, 1986-1987, 1987-1988, 1988-1989, 1991-1992, 1998-1999, 2006-2007, 2013-2014, 2014-2015, 2015-2016, 2016-2017, 2017-2018

## Statistiche e record
Dati validi per le sole stagioni in Serie A e reperiti dal sito ufficiale della Lega Basket.

### Vittorie
| Striscia più lunga    | Serie | Stagione | dal                                          | al                                                     |
| 6                     | A1    | 1993/94  | 24 marzo 1994 Pfizer RC - Kleenex PT 101-96  | 12 aprile 1994 Pfizer RC - Bialetti Montecatini 83-74  |
| 6                     | A     | 2003/04  | 21 dicembre 2003 Tris RC - Euro Roseto 82-74 | 12 aprile 1994 Tris RC - Mabo Livorno 89-69            |
| 7                     | A2    | 1988/89  | 26 ottobre 1988 Standa RC - Caripe PE 92-73  | 12 aprile 1994 Standa RC - San Benedetto Gorizia 83-74 |
| Massimo scarto attivo | Serie | Stagione | Data                                         | Partita                                                |
| +29                   | A     | 2003/04  | 21 marzo 2004                                | Tris RC - Metis VA 100-71                              |
| +33                   | A2    | 1991/92  | 26 gennaio 1992                              | Panasonic RC - Billy Desio 116-83                      |

### Sconfitte
| Striscia più lunga    | Serie | Stagione | dal                                            | al                                           |
| 12                    | A     | 2001/02  | 23 settembre 2001 Würth Roma - Viola RC 114-48 | 9 dicembre 2001 De Vizia AV - Viola RC 97-85 |
| Massimo scarto attivo | Serie | Stagione | Data                                           | Partita                                      |
| -66                   | A     | 2001/02  | 23 settembre 2001                              | Würth Roma - Viola RC 114-48                 |

### Punteggi
| Max. punteggio realizzato | Serie | Stagione | Data             | Partita                           |
| 121                       | A1    | 1990/91  | 30 dicembre 1990 | Filanto FO - Panasonic RC 101-121 |
| 147                       | A2    | 1984/85  | 10 marzo 1985    | Viola RC - Fermi PG 147-114       |
| Min. punteggio realizzato | Serie | Stagione | Data             | Partita                           |
| 43                        | A1    | 1999/00  | 3 marzo 2000     | Kinder BO - Panasonic RC 61-43    |
| Min. punteggio subito     | Serie | Stagione | Data             | Partita                           |
| 53                        | A1    | 1999/00  | 17 ottobre 1999  | Viola RC - Pepsi RN 62-53         |
| Max. punteggio subito     | Serie | Stagione | Data             | Partita                           |
| 122                       | A1    | 1995/96  | 11 febbraio 1996 | Buckler BO - Viola RC 122-89      |
| 128                       | A2    | 1986/87  | 14 dicembre 1986 | Standa RC - Segafredo GO 138-128  |

### Individuali
| Più presenze in campionato                                           | Presenze            |
| Gustavo Tolotti                                                      | 379                 |
| Più stagioni in campionato                                           | Presenze            |
| Gustavo Tolotti, Alessandro Santoro                                  | 12                  |
| Più punti in una singola gara                                        | Punti               |
| Joe Bryant (9 novembre 1986; Serie A2, Facar PE - Standa RC 102-110) | 69                  |
| Più punti in assoluto                                                | Punti               |
| Dan Caldwell                                                         | 3695                |
| Più rimbalzi in assoluto                                             | Rimbalzi            |
| Kim Hughes                                                           | 1897                |
| Capocannoniere del campionato di Serie A                             | Stagione            |
| Dan Caldwell                                                         | 1989/90 (918 punti) |
| Brian Oliver                                                         | 1996/97 (735 punti) |

## Partecipazione ai campionati
| Livello | Categoria              | Partecipazioni | Debutto   | Ultima stagione | Totale |
| 1º      | Serie A1               | 11             | 1985-1986 | 2000-2001       | 16     |
| 1º      | Serie A                | 5              | 2001-2002 | 2005-2006       | 16     |
| 2º      | Serie A2               | 11             | 1983-1984 | 2017-2018       | 12     |
| 2º      | Legadue                | 1              | 2006-2007 | 2006-2007       | 12     |
| 3º      | Serie C                | 8              | 1966-1967 | 1973-1974       | 22     |
| 3º      | Serie B                | 13             | 1974-1975 | 2022-2023       | 22     |
| 3º      | Divisione Nazionale A  | 2              | 2012-2013 | 2013-2014       | 22     |
| 4º      | Serie B Dilettanti     | 2              | 2009-2010 | 2010-2011       | 6      |
| 4º      | Divisione Nazionale B  | 1              | 2011-2012 | 2011-2012       | 6      |
| 4º      | Serie B Interregionale | 3              | 2023-2024 | 2025-2026       | 6      |
| 5º      | Serie C Silver         | 1              | 2019-2020 | 2019-2020       | 1      |

## Partecipazione alle coppe europee
| Competizione | Partecipazioni | Debutto   | Ultima stagione | Totale |
| Coppa Korać  | 3              | 1990-1991 | 2000-2001       | 3      |

## Tifoseria
Tra i gruppi di tifosi organizzati della Viola sono tutt'oggi attivi la Total Kaos RC 1990 e il Supporters Trust Viola Reggio Calabria che a seguito del fallimento della squadra nel 2019 si occupò di preservare il titolo sportivo entrando anche far parte con una quota della neo costituita Pallacanestro Viola.

### Gemellaggi e rivalità
Per questioni geografiche, storiche e sportive nel corso degli anni società come l'Orlandina Basket, il Basket Barcellona e il Napoli Basket sono diventate le principali rivali della Viola.

## Roster 2024-2025
Aggiornato al 4 marzo 2025.
| Pallacanestro Viola 2024-25 | Pallacanestro Viola 2024-25 |
| Giocatori                   | Staff tecnico               |
| --------------------------- | --------------------------- |

| N. | Naz.                 | Ruolo | Nome                  | Anno | Alt.   | Peso  |  |
| -- | -------------------- | ----- | --------------------- | ---- | ------ | ----- |  |
| 0  | Italia (bandiera)    | G     | Efe Idiaru            | 1997 | 183 cm | 76 kg |  |
| 1  | Italia (bandiera)    | AG    | Uchenna Ani           | 2000 | 197 cm | 95 kg |  |
| 3  | Nigeria (bandiera)   | G     | Joseph Paulinus       | 2002 | 189 cm | 85 kg |  |
| 7  | Italia (bandiera)    | A     | Ilario Simonetti      | 2004 | 200 cm | 92 kg |  |
| 8  | Italia (bandiera)    | P     | Francesco Boniccioli  | 2001 | 185 cm |       |  |
| 10 | Argentina (bandiera) | P     | Emanuel Fernandez (C) | 2002 | 185 cm |       |  |
| 12 | Italia (bandiera)    | G     | Salvatore Sgarlato    | 2005 | 190 cm |       |  |
| 17 | Italia (bandiera)    | C     | Giovanni Cessel       | 2001 | 208 cm |       |  |
| 18 | Italia (bandiera)    | AG    | Elias Donati          | 1999 | 200 cm | 92 kg |  |
| 19 | Grecia (bandiera)    | P     | Dīmītrīs Stamatīs     | 1996 | 190 cm | 86 kg |  |
| 24 | Italia (bandiera)    | AG    | Lorenzo Dell'Anna     | 2004 | 196 cm |       |  |
| 71 | Italia (bandiera)    | C     | Sadio Soumalia Traore | 2004 | 200 cm |       |  |
| 94 | Francia (bandiera)   | PG    | Mbenza Bangu          | 2004 | 187 cm |       |  |

| Allenatore                                                                                           |
| - Giulio Cadeo                                                                                       |
| Assistente/i                                                                                         |
| - Sebastiano D'Agostino - Stefano Scarpa Legenda - (C) Capitano - (IN) Inattivo - Infortunato Roster |

### Staff tecnico
- Allenatore: Giulio Cadeo
- Assistente allenatore/All. U19: Sebastiano D'Agostino
- Assistente allenatore/All. U17: Stefano Scarpa
- Preparatore Atletico Prima Squadra: Marco Vitale
- Preparatore Atletico Giovanili: Alessandro Vitale

Area comunicazione
- Responsabile: Rossella Uslenghi
- Addetto Stampa: Giovanni Mafrici
- Fotografo: Fortunato Serranò

## Viola basket femminile
Nel 2013 la Viola fondò una formazione femminile partecipante al campionato di Serie C Calabria che restò in attività fino al 2017 disputando la Serie B Siciliana.

## Viola basket in carrozzina
Tra il 2014 e il 2016 la Viola allestì una squadra di pallacanestro in carrozzina che partecipò al campionato di Serie B ingaggiando atleti come Andrea Pellegrini (ex capitano della nazionale italiana basket in carrozzina) e come coach Antonio Cugliandro. La squadra fu presentata ufficialmente il 24 ottobre 2014. Dopo una stagione avara di soddisfazioni agonistiche, i nero-arancio ci riprovarono la stagione successiva. Il 10 gennaio 2016 la squadra, anche se in vetta al campionato di Serie B, annunciò il suo ritiro. L'eredità sportiva della formazione viene portata avanti negli anni successivi dalla Reggio BIC che dalla stagione 2020-2021 milita nella Serie A.